# متنانا
متنانا (بالإنجليزية: Mtanana) هي بلدة تقع في مقاطعة كيبونجا ضمن إقليم بواني في تنزانيا. تُعد البلدة واحدة من المناطق الإدارية المحلية، وتتميز بموقعها الجغرافي الذي يربط عدة طرق محلية ويخدم المجتمعات الزراعية المجاورة.

## الجغرافيا والاقتصاد
تقع متنانا في منطقة سهلية منخفضة، وتُحيط بها أراضٍ زراعية تنتج محاصيل مثل الذرة والكسافا والفول. يعتمد اقتصادها المحلي بشكل رئيسي على الزراعة وتربية الماشية. تضم البلدة أسواقًا محلية صغيرة، حيث يبيع المزارعون منتجاتهم مباشرة.

## البنية التحتية والخدمات
تتوفر في متنانا مدارس ابتدائية وبعض المرافق الصحية الأساسية، مع شبكة طرق محلية تربطها بالمراكز الكبرى مثل كيبونجا وتشالينزي. رغم ذلك، تواجه المنطقة تحديات تتعلق بتحسين البنية التحتية، خاصة في مجالات الطرق المعبدة، والكهرباء، ومياه الشرب النظيفة.

## السكان
يُقدّر عدد سكان متنانا بحوالي 7,500 نسمة، يعيش معظمهم في مجتمعات ريفية صغيرة موزعة حول مركز البلدة. الكثافة السكانية منخفضة نسبيًا، وتتميّز المجتمعات المحلية بترابطها واعتمادها الكبير على الزراعة كمصدر أساسي للعيش.

## الموقع على الخريطة
تقع متنانا جنوب غرب دار السلام، ويمكن تحديد موقعها على الخرائط باستخدام بيانات إقليم بواني، لكنها لا تظهر دائمًا في الخرائط الرقمية الصغيرة بسبب حجمها المحدود.